# Un secret bien enfoui

Un secret bien enfoui (Tod in den Bergen) est un téléfilm allemand, réalisé par Nils Willbrandt, et diffusé le 7 novembre 2013 sur M6.

## Synopsis
Le cadavre d'un homme  préservé dans un glacier est retrouvé 
par Clara et son fiancé David, journaliste, lors d'une 
randonnée. Tout de suite, le maire de la commune  envisage
une enquête policière mais David n'attend pas le début de 
l'investigation et décide de découvrir lui-même l'identité de la 
victime. Mais  bientôt c'est David lui-même qui est assassiné.

## Fiche technique
- Titre original : Tod in den Bergen
- Réalisation : Nils Willbrandt
- Scénario : Wolfgang Brandstetter et Maja Brandstetter
- Photographie : Michael Schreitel
- Musique : Jürgen Ecke
- Durée : 89 min

## Distribution
- Robert Atzorn (VF : Jean Barney) : Jan Tanner
- Wolfram Berger (VF : Michel Laroussi) : Gegor Lang
- Felix Eitner (VF : Mathias Kozlowski) : David Tanner
- Fritz Karl (VF : Vincent Ropion) : l'inspecteur Hannes Bucher
- Karin Lischka : Schwester Zitta
- Andreas Lust (VF : Mathieu Buscatto) : Raffael
- Ulli Maier (VF : Françoise Vallon) : Docteur Maria Knapp
- Ursula Strauss (VF : Isabelle Langlois) : Clara Lang
- Gerhard Wittmann : Johann Brainauer
- Jürgen Tonkel (en) : Bürgermeister Andreas Püber

Sources et légende : Version française selon le carton de doublage français.